# Лямбда Южного Креста
Лямбда Южного Креста (Лакрукс) (λ Crucis / λ Cru) — бело-голубая звезда главной последовательности в созвездии Южного Креста. Её видимая звёздная величина +4,6m (видна невооружённым глазом), но яркость не постоянна. Являясь переменной типа Беты Цефея, она изменяет яркость с амплитудой 0,02m и периодом 0,3951 дня. Удалена от Солнца на 360 световых лет.